# Шеннон (аеропорт)
Аеропорт Шеннон ((IATA: SNN, ICAO: EINN) англ. Shannon Airport, ірл. Aerfort na Sionna) — міжнародний аеропорт у західній Ірландії. Розташований за 3 км від Шеннона, за 24 км від Лімерика та за 90 км на південний схід від міста Голвей.

## Історія
Аеропорт заснований у 1936 році в гирлі річки Шеннон, на раніше заболочених землях. До 1942 року роботи з будівництва злітно-посадкових смуг і терміналів були завершені, і Шеннон прийняв перші військові літаки.
Після Другої світової війни з аеропортом почали співпрацювати багато авіакомпаній Європи й Північної Америки. Перший трансатлантичний рейс Нью-Йорк — Шеннон був здійснений 16 вересня 1945 року. У наступні роки в аеропорту спостерігалося зростання пасажиропотоку. Він став важливим дозаправочним пунктом між двома континентами. 1947 року в аеропорту було відкрито першу безмитну зону Duty Free.
У 1960-х роках відбулося скорочення перевезень через розвиток реактивної авіації, здатної перетинати Атлантику без дозаправки. Тому для підтримки економічної рентабельності аеропорту він був переданий в управління державної компанії Aer Rianta. Того ж року кількість пасажирів збільшилась до 460 тис. осіб.
З появою Боїнга-747 у Шенноні був побудований новий пасажирський термінал, який прийняв перший рейс у квітні 1971 року. Однак у 1974 році зросли ціни на авіаційне пальне й аеропорт знову почав відчувати економічні труднощі.
У 2000 році річний пасажиропотік становив 2,2 млн осіб, при цьому в Шенноні був відкритий новий термінал вартістю 40 млн ірландських фунтів.

## Термінал
Нинішній термінал аеропорту було відкрито 27 березня 2000 року тодішнім міністром транспорту Мері О'Рурк. Цей об'єкт має 40 стійок реєстрації, 5 багажних каруселей і 14 виходів (з них 6 мають телетрапи). На пероні є 20 місць стоянок для літаків. Автостоянки можуть містити 4,200 автомобілів.

## Митна служба США та паспортний контроль
У 1986 році в Шенноні було відкрито службу паспортного контролю США, що усунуло необхідність проходити візову перевірку після прибуття до Сполучених Штатів. У листопаді 2008 року було оголошено про те, що будуть додані митні та сільськогосподарські інспекції, що зробить Шеннон першим аеропортом у Європі, який запропонує цю послугу, і дозволить пасажирам прибувати до США на «внутрішній» основі. Для того, щоб ці об'єкти були введені в дію, було побудовано двоповерхове (7000 м²) розширення головної будівлі терміналу. Об'єкт відкрився 5 серпня 2009 року.
Станом на вересень 2016 року аеропорт Шеннон також є першим і єдиним аеропортом у Європі, який пропонує митний і паспортний контроль США приватним літакам.

## Авіалінії та напрямки, серпень 2019

### Пасажирські
| Авіакомпанія          | Пункт призначення |
| --------------------- | --- |
| Aer Lingus            | Лондон-Хітроу, New York–JFK, Бостон Сезонний: Фару, Лансароте, Малага |
| Aer Lingus Regional   | Бірмінгем, Единбург |
| Air Canada            | Сезонний: Торонто-Пірсон |
| American Airlines     | Сезонний: Філадельфія |
| Delta Air Lines       | Сезонний: New York–JFK |
| Lufthansa             | Сезонний: Франкфурт |
| Norwegian Air Shuttle | Сезонний: Ньюбург, Провіденс |
| Ryanair               | Аліканте, Фуертевентура, Каунас, Краків, Лансароте, Лондон-Гатвік, Лондон-Станстед, Малага, Манчестер, Тенерифе-Південний, Варшава-Модлін, Вроцлав Сезонний: Бристоль, Східний Мідландс, Фару, Ібіца, Пальма-де-Мальорка, Реус |
| TUI Airways           | Сезонний чартер: Лансароте, Реус |
| United Airlines       | Сезонний: Ньюарк |

### Вантажні
| Авіакомпанія           | Пункт призначення                                     |
| ---------------------- | ----------------------------------------------------- |
| DHL Aviation           | Східний Мідландс                                      |
| FedEx Feeder           | Париж-Шарль де Голль                                  |
| Turkish Airlines Cargo | Атланта, Чикаго-О'Хара, Стамбул-Ататюрк, New York–JFK |
| UPS Airlines           | Кельн/Бонн, Дублін                                    |

## Статистика
| Рік  | Пасажирообіг | Вантажообіг (тонн) | Авіатрафік |
| ---- | ------------ | ------------------ | ---------- |
| 2017 | 1.751.500    | 18.998             | -          |
| 2016 | 1.748.935    | 12.591             | -          |
| 2015 | 1.714.872    | 12.270             | -          |
| 2014 | 1.639.315    | 10.886             | -          |
| 2013 | 1.400.032    | 13.921             | -          |
| 2012 | 1.394.781    | 16.100             | 24.264     |
| 2011 | 1.625.453    | 16.600             | 27.846     |
| 2010 | 1.755.885    | 20.000             | 27.382     |
| 2009 | 2.794.563    | 18.900             | 34.966     |
| 2008 | 3.169.529    | 23.200             | 42.359     |
| 2007 | 3.620.623    | 27.000             | 48.114     |
| 2006 | 3.639.046    | 31.100             | 46.715     |
| 2005 | 3.302.424    | 29.300             | 45.093     |
| 2004 | 2.395.116    | -                  | 35.818     |
| 2003 | 2.400.677    | 47.473             | 37.641     |
| 2002 | 2.353.530    | 48.094             | 36.863     |
| 2001 | 2.404.658    | 50.181             | 47.984     |
| 2000 | 2.408.252    | 53.398             | 53.867     |
| 1999 | 2.188.154    | 45.974             | 51.414     |
| 1998 | 1.840.008    | 44.037             | 45.776     |